# Rowlesburg
Rowlesburg – miasto w Stanach Zjednoczonych, w stanie Wirginia Zachodnia, w hrabstwie Preston.